# Bleke spleetvezelkop
De bleke spleetvezelkop (Pseudosperma obsoletum) is een schimmel behorend tot de familie Inocybaceae. Hij vormt ectomycorrhiza met loofbomen, zoals eik (Quercus), Fagus en populier (Populus), soms ook bij den (Pinus). Hij komt voor  in jonge bossen, lanen en parken op kalkrijke klei of zand.

## Kenmerken

### Uiterlijke kenmerken
Hoed
De hoed heeft een diameter van 15 tot 60 mm. De kleur is meestal witachtig tot beige of oker. Het centrum van de hoed is meestal donkerder. Het heeft vaak veel wit velum. De vorm is aanvankelijk conisch, daarna klokvormig, spreidend, met een puntige tepel.
Steel
De steel is 30 tot 60 (80) mm lang en een 3 tot 6 (8) mm dik. De vorm is cilindrisch met een verdikte voet. Het oppervlak heeft witte longitudinale fibrillen. Er is geen ring aanwezig.
Geur en smaak
Het is bijna geurloos (niet-spermatisch), milde smaak, niet typisch.
Sporenprint
De sporenprint is olijfbruin.

### Microscopische kenmerken
De sporen zijn ellipsoïdaal tot licht fase-oliform, glad, geel, dikwandig en meten 8-12 × 5,5-7 µm. De cheilocystidia zijn knotsvormig, cilindrisch tot lageniform, soms verlengd aan de punt.  De basidia zijn 4-sporig, clavaat. De cuticula bestaat uit parallelle, liggende, brede, hyaliene hyfen.

## Vergelijkbare soorten
Hij onderscheidt zich van de geelbruine spleetvezelkop door het ontbreken van gelige of olijfgroene tinten in de lamellen.

## Verspreiding
De bleke spleetvezelkop komt in Nederland uiterst zeldzaam voor. 